# Frederik Godthjælp Petersen
Frederik Godthjælp Petersen (født 11. april 2002 i Greve) er en dansk karatekæmper i den tungeste vægtklasse. Frederik Godthjælp Petersen blev, den 28. oktober 2017, Danmarks første officielle verdensmester i karate ved U21 VM  i Santa Cruz de Tenerife.

## Familie
Frederik og hans bror, Christian Godthjælp Petersen, startede i Greve Karate i 2011. Christian skiftede fodbold ud med kampsporten, mens Frederik havde lidt svært ved at opgive fodbolden. Men da begge brødre blev udtaget til det officielle danske karatelandshold i starten af 2017, blev fodboldstøvlerne endeligt lagt på hylden.
Trods deres mange år som hinandens træningsmakkere, har de kun få gange mødt hinanden til mesterskaber. Det er dog blevet til finaler mod hinanden ved Danmarksmesterskaberne i Aalborg i 2023, ved Danmarksmesterskaberne i Solrød i 2022 og ved De Nordiske Mesterskaber i Göteborg i 2023.